# Puccinia paroselae
Puccinia paroselae ist eine Ständerpilzart aus der Ordnung der Rostpilze (Pucciniales). Der Pilz ist ein Endoparasit des Hülsenfrüchtlers Dalea mollis. Symptome des Befalls durch die Art sind Rostflecken und Pusteln auf den Blattoberflächen der Wirtspflanzen. Sie ist ein Endemit Kaliforniens.

## Merkmale

### Makroskopische Merkmale
Puccinia paroselae ist mit bloßem Auge nur anhand der auf der Oberfläche des Wirtes hervortretenden Sporenlager zu erkennen. Sie wachsen in Nestern, die als gelbliche bis braune Flecken und Pusteln auf den Blattoberflächen erscheinen.

### Mikroskopische Merkmale
Das Myzel von Puccinia paroselae wächst wie bei allen Puccinia-Arten interzellulär und bildet Saugfäden, die in das Speichergewebe des Wirtes wachsen. Ihre Spermogonien und Aecien sind bislang unbekannt. Die Uredien des Pilzes wachsen überwiegend unterseitig auf den Oberflächen der Wirtsblätter sowie an Stängeln und sind zimtbraun. Ihre hell zimtbraunen Uredosporen sind 22–28 × 17–20 µm groß, eiförmig bis breitellipsoid und stachelwarzig. Die blattunterseitig und an Stängeln wachsenden Telien der Art sind schokoladenbraun, pulverig und unbedeckt. Die kastanienbraunen Teliosporen sind zweizellig, in der Regel ellipsoid, stachelig und meist 37–42 × 22–26 µm groß. Ihre Stiele sind farblos.

## Verbreitung
Das bekannte Verbreitungsgebiet von Puccinia paroselae umfasst lediglich Kalifornien.

## Ökologie
Die Wirtspflanze von Puccinia paroselae ist Dalea mollis. Der Pilz ernährt sich von den im Speichergewebe der Pflanzen vorhandenen Nährstoffen, seine Sporenlager brechen später durch die Blattoberfläche und setzen Sporen frei. Die Art durchläuft einen makrozyklischen Entwicklungszyklus, von dem Bislang nur Uredien und Telien bekannt sind. Ob sie Wirtswechsel durchmacht, lässt sich deshalb nicht sagen.